# هیکی لهموستو
هیکی لهموستو (فنلاندی: Heikki Lehmusto; ۳۰ اوت ۱۸۸۴ – ۲۲ سپتامبر ۱۹۵۸) ژیمناست اهل فنلاند بود.
وی در مسابقات کشوری و بین‌المللی در مجموع برندهٔ ۱ مدال برنز شده‌است.